# 山经海纪
《山经海纪》是桐华以山海经神话为背景创作的小说系列，包括《曾许诺》系列和《長相思》系列。其中《曾许诺》由《曾许诺》和《曾许诺·殇》两册书组成，于2011年出版。《長相思》由《长相思1：如初见》、《长相思2：诉衷情》和《长相思3：思无涯》三册书组成，于2013年出版。

## 剧情概要

### 《曾许诺》系列

#### 《曾许诺》
蚩尤本是几百年前被神农炎帝收服的兽王，既残忍也真诚，既狡诈又纯情，武力超群，战无不胜。他无视一切清规戒律，渴望用武力征服天地万物，统一天下。
命运作弄之下，他与轩辕族的王姬轩辕妭（西陵珩）相遇，虽然彼此误会重重，但很快深深相爱。桃花树下，蚩尤对轩辕妭许下爱的诺言，决定放下一切，和她厮守终身。
炎帝病逝后，神农内部纷争不断，其他两族虎视眈眈，天下即将大乱。阿珩身为轩辕王姬，为家人和子民考虑与高辛大王子少昊完婚，以联姻来确家族生存。蚩尤不明内情，认为阿珩负他，二人误会加深。记载着千古宝藏的河图洛书突然出现，让三大神族陷入争抢和混战，也导致轩辕妭不幸身亡。

#### 《曾许诺·殇》
阿珩（轩辕妭）死后两百年，日出之地汤谷出现了一颗魔珠，竟是阿珩的化身。阿珩的兄长青阳将魔珠带回，试图唤醒它，却发现魔珠拥有吞噬血脉至亲灵力的力量，黄帝大怒之下布下灭魔阵，要毁掉魔珠。蚩尤不顾性命，闯入灭魔阵救出了阿珩，然而复生的阿珩，却不再记得过往。在试图唤醒阿珩记忆的过程中，阿珩却对他再没有信任，而少昊也发现自己爱上了阿珩，对当初与定下的假夫妻盟约感到后悔……
与此同时，三大神族之间的斗争愈发激烈，一直没有停歇。神农在蚩尤的铁腕改革下日渐强盛，与轩辕、高辛的冲突日益激烈，而轩辕、高辛两国内部权力倾轧同样没有停止过。神农与轩辕的战争不死不休，蚩尤和阿珩为了家人和子民不得不生死对决……

### 《長相思》系列
讲述了蚩尤与西陵珩的女儿小夭（高辛玖瑤）和九尾狐族族长涂山璟、世神农义军将领相柳、自小分离的表哥軒轅顓頊几人之间的恩怨情仇。

## 影视改编
- 电视剧《上古情歌》：改编自《曾许诺》系列，黄晓明、宋茜主演[6]
- 电视剧《长相思》：改编自《長相思》系列，杨紫、张晚意主演[7]